# Luca Brecel
Luca Brecel (phát âm tiếng Hà Lan: [ˈlukaː breːˈsɛl]; sinh ngày 8 tháng 3 năm 1995) là một vận động viên bi-a chuyên nghiệp người Bỉ. Với 4 lần giành chiến thắng tại các sự kiện bảng xếp hạng, Brecel hiện là nhà vô địch Giải vô địch bi-a thế giới 2023, sau khi anh giành chiến thắng 18-15 trước cơ thủ 4 lần vô địch thế giới Mark Selby trong trận chung kết của Giải vô địch bi-a thế giới 2023.
Anh trở thành cơ thủ đầu tiên đến từ Châu Âu lục địa giành chiến thắng trong một sự kiện bảng xếp hạng khi anh vô địch tại Giải vô địch Trung Quốc 2017, sau đó anh tiếp tục giành chiến thắng ở các giải đấu khác: Giải Scotland mở rộng 2021 và Giải Championship League 2022. Anh là cơ thủ trẻ tuổi nhất tham gia giải đấu Giải vô địch bi-a thế giới, khi anh ra mắt tại giải đấu vào năm 2012, lúc đó anh chỉ mới 17 tuổi và 45 ngày, và là người đầu tiên đến từ Châu Âu lục địa giành chiến thắng tại giải đấu này.
Brecel giành chức vô địch Giải vô địch trẻ châu Âu dành cho người dưới 19 tuổi vào năm 2011 khi anh mới 14 tuổi, và trở thành cơ thủ chuyên nghiệp vào tháng tiếp theo. Anh đạt top 16 trong bảng xếp hạng thế giới vào năm 2017 và đến được vào trận chung kết Triple Crown đầu tiên của mình tại Giải vô địch Anh 2021, nhưng thất bại với tỷ số 5-10 trước Zhao Xintong. Một tuần sau, anh đánh bại John Higgins với tỷ số 9-5 để giành chức vô địch Giải Scotland mở rộng năm 2021.